# Gallen Lo
Gallen Lo Ka-Leung (16 de diciembre de 1962), es un actor y cantante de Hong Kong, actúa principalmente en series de televisión. A veces se también se leconoce como King Gallen o Law Ka-leung.

## Carrera
Su carrera como actor, empezó a trabajar series de televisión a partir de 1984 en la red "ATV". Aunque su éxito en dicha red televisiva duró poco tiempo, motivo para dediocarse a la música. Pero cuando se volvió a trabajar, esta vez para la red TVB, todavía no ganaba popularidad hasta 1996, cuando ya participaba en series televisivas como "Old Time Buddy" en 1997 y "Secret of the Heart" en 1998. Ha sido ganadore tres veces como mejor actor de la red TVB(1997, 1998, 2002).
En 2003, Lo dejó TVB y comenzó a trabajar en cortespublicitaros en China continental. Lo casó con Fong Man-yee en 1998, pero el matrimonio terminó en 2007. En 2009 se casó con Su Yan Lo, una reconocida actriz de China continental.

## Filmografía

### Película
| Año  | Título              | Personaje     | Notas |
| ---- | ------------------- | ------------- | ----- |
| 1997 | Those Were the Days | Lei Kei       |       |
| 2005 | Divergence          | Yiu Tin-chung |       |

### Televisión
| Año  | Título                              | Personaje                           | TVB Premios aniversario                                                          | Notas                                           |
| ---- | ----------------------------------- | ----------------------------------- | -------------------------------------------------------------------------------- | ----------------------------------------------- |
| 1986 | City Stories                        |                                     |                                                                                  |                                                 |
| 1987 | The Seasons                         | Tong Ka-lai                         |                                                                                  |                                                 |
| 1988 | Behind Silk Curtains                |                                     |                                                                                  |                                                 |
| 1988 | The Final Verdict                   | Luk Ka-ming                         |                                                                                  |                                                 |
| 1989 | Looking Back in Anger               | Wong Kwok-kei                       |                                                                                  |                                                 |
| 1989 | The Legend of Master Chan           |                                     |                                                                                  |                                                 |
| 1989 | Mystery Of The Parchment            |                                     |                                                                                  |                                                 |
| 1989 | A Trial of Lifetime                 |                                     |                                                                                  |                                                 |
| 1989 | Yankee Boy                          |                                     |                                                                                  |                                                 |
| 1989 | Battle In The Royal Court           | Shum Chi                            |                                                                                  |                                                 |
| 1990 | The Self Within                     |                                     |                                                                                  |                                                 |
| 1990 | Silken Hands                        |                                     |                                                                                  |                                                 |
| 1990 | The Hunter's Prey                   | Fung Yek-lok                        |                                                                                  |                                                 |
| 1990 | Rain in the Heart                   | Chung Man-kit                       |                                                                                  |                                                 |
| 1991 | Be My Guest                         |                                     |                                                                                  |                                                 |
| 1991 | Live for Life                       |                                     |                                                                                  |                                                 |
| 1991 | Police on the Road                  | Chan Chi-sun                        |                                                                                  |                                                 |
| 1991 | The Survivor                        | Cheuk Ka-ming                       |                                                                                  |                                                 |
| 1992 | Bet on Fate                         | To Ka-cheung                        |                                                                                  |                                                 |
| 1992 | Vengeance                           | Kiu Lik                             |                                                                                  |                                                 |
| 1992 | Rage and Passion                    | Yuen-ngan Fung                      |                                                                                  |                                                 |
| 1992 | Tales from Beyond                   |                                     |                                                                                  |                                                 |
| 1993 | The Hero from Shanghai              | Hong Kiu                            |                                                                                  |                                                 |
| 1993 | Golden Snake Sword                  |                                     |                                                                                  |                                                 |
| 1993 | The Yang's Women Warriors           | Lei See-kei                         |                                                                                  |                                                 |
| 1993 | The Art of Being Together           |                                     |                                                                                  |                                                 |
| 1993 | The Spirit of Love                  |                                     |                                                                                  |                                                 |
| 1994 | The Last Conquest                   | Cheng-tak Emperor                   |                                                                                  |                                                 |
| 1994 | The Legend of Condor Heroes 1994    | Yeung Hong                          |                                                                                  |                                                 |
| 1995 | Plain Love                          | Fong Shu-gan                        |                                                                                  |                                                 |
| 1995 | Hand of Hope                        | Ching Lap-yan                       |                                                                                  |                                                 |
| 1996 | Dark Tales                          | Yuen Fung                           |                                                                                  |                                                 |
| 1996 | Cold Blood Warm Heart               | Tsui Ka-lap                         |                                                                                  |                                                 |
| 1996 | The Criminal Investigator II        | SP Charles Leung                    |                                                                                  |                                                 |
| 1996 | Ambition                            | Cheung Man-wai                      |                                                                                  |                                                 |
| 1997 | Once Upon a Time in Shanghai        | Kwok Say-wai                        |                                                                                  |                                                 |
| 1997 | Old Time Buddy                      | Lei Kei                             | Won - Best Actor                                                                 |                                                 |
| 1997 | Mystery Files                       | Ko Wing-hin                         |                                                                                  |                                                 |
| 1997 | A Recipe for the Heart              | Sui-hau-lo                          |                                                                                  | (Guest Star)                                    |
| 1998 | Old Time Buddy 2 - To Catch a Thief | Lei Kei                             |                                                                                  |                                                 |
| 1998 | Secret of the Heart                 | Cheuk Sheung-man                    | Won - Best Actor                                                                 |                                                 |
| 1999 | Feminine Masculinity                | Tang Ping-kuen                      | Won - My Favourite On-Screen Partners Nominated - Best Actor                     |                                                 |
| 1999 | At the Threshold of an Era          | Yip Wing-tim                        | Nominated - Best Actor                                                           |                                                 |
| 2000 | At the Threshold of an Era II       | Yip Wing-tim                        | Won - My Favourite Television Character                                          |                                                 |
| 2001 | At Point Blank                      | Law King-fai                        |                                                                                  | (released overseas 2001) (aired in 2006 HK TVB) |
| 2001 | Seven Sisters                       | Tse Tsi-tong                        | Nominated - Best Actor Won - My Favourite Television Character                   |                                                 |
| 2001 | Hope for Sale                       | Wong Ha-pak                         |                                                                                  |                                                 |
| 2002 | Golden Faith                        | Ting Sin-bun / Chung Tin-yan (Ivan) | Won - Best Actor Won - My Favourite Television Character                         |                                                 |
| 2003 | The 'W' Files                       | Wisely                              |                                                                                  |                                                 |
| 2004 | Kung Fu Soccer                      |                                     |                                                                                  | (Guest Star)                                    |
| 2005 | My Fair Lady                        |                                     |                                                                                  |                                                 |
| 2006 | Lady Wang in Exile                  |                                     |                                                                                  |                                                 |
| 2007 | Zheng He Xia Xiyang                 | Zheng He                            |                                                                                  |                                                 |
| 2007 | Chinese Moon on Hu's Land           |                                     |                                                                                  |                                                 |
| 2007 | Wolf Smoke                          |                                     |                                                                                  |                                                 |
| 2008 | When a Dog Loves a Cat              | Miu Jun                             |                                                                                  |                                                 |
| 2008 | Perfect Ending                      | Zhou Zhenhua                        |                                                                                  | (Mainland Chinese production)                   |
| 2009 | Born Rich                           | Sa Fu-loi / Cheuk Yat-ming          | Nominated - Best Actor (Top 15) Nominated - My Favourite Male Character (Top 15) |                                                 |
| 2011 | Ancient Terracotta War Situation    | Qin Shi Huang / Bai Yun Fei         |                                                                                  |                                                 |
| 2011 | Chunqiu Ji                          | Chong'er (Duke Wen of Jin)          |                                                                                  |                                                 |
| 2013 | The Patriot Yue Fei                 | Qin Hui                             |                                                                                  | (Mainland Chinese production)                   |
| 2017 | Provocateur                         | Cheuk Kwan-lam (King)               |                                                                                  |                                                 |
| 2017 | Song of Phoenix                     | King Huiwen of Qin                  |                                                                                  | (Mainland Chinese production)                   |
| 2018 | Infernal Affairs                    | Han Lang                            |                                                                                  |                                                 |
| 2019 | Goodbye My Princess                 | The emperor                         |                                                                                  | (Mainland Chinese production)                   |
| 2020 | Handsome Siblings                   | Jiang Bie He                        |                                                                                  | (Netflix)                                       |

## Premios y títulos
- TVB Anniversary Awards 1997 Best Actor ~ Old Time Buddy
- TVB Anniversary Awards 1998 My Favourite Actor in a Leading Role ~ Secrets of the Heart
- TVB Anniversary Awards 1999 My Favourite On-Screen Partners ( Dramas ) ~ Mr. Diana ( with Flora Chan )
- TVB Anniversary Awards 2000 My Top 10 Favourite Television Characters ~ At the Threshold of an Era 2
- TVB Anniversary Awards 2001 My Top 13 Favourite Television Characters ~ Seven Sisters
- TVB Anniversary Awards 2002 My Favourite Actor in a Leading Role ~ Golden Faith
- TVB Anniversary Awards 2002 My Top 12 Favourite Television Characters ~ Golden Faith
- Fung-Wan III - The 3rd Top Chinese TV Drama Award 2007 Most Favourite Hong Kong/Taiwan Actor

## Discografía
- At Point Blank (我有时怕倾诉)
- At The Threshold of An Era 1 (創世紀)
- At The Threshold of An Era 2 (創世紀 II)
- Seven Sisters (七姊妹)
- Secret Of The Heart (天地豪情)
- Time's Fairytale (歲月的童話), opening theme song for Golden Faith
- Sunny Days (陽光燦爛的日子) and When Love Comes to an End (當愛情走到盡頭), ending theme songs for Golden Faith and The W Files
- On the Verge of Eternity (差一剎的地老天荒), opening theme song for Born Rich